# Yei (Südsudan)
Koordinaten: 4° 5′ N, 30° 41′ O

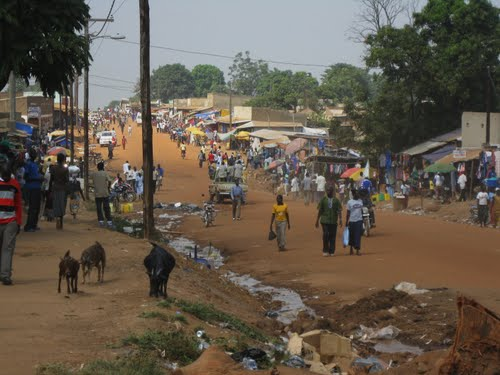
Straßenszene in Yei, 2010

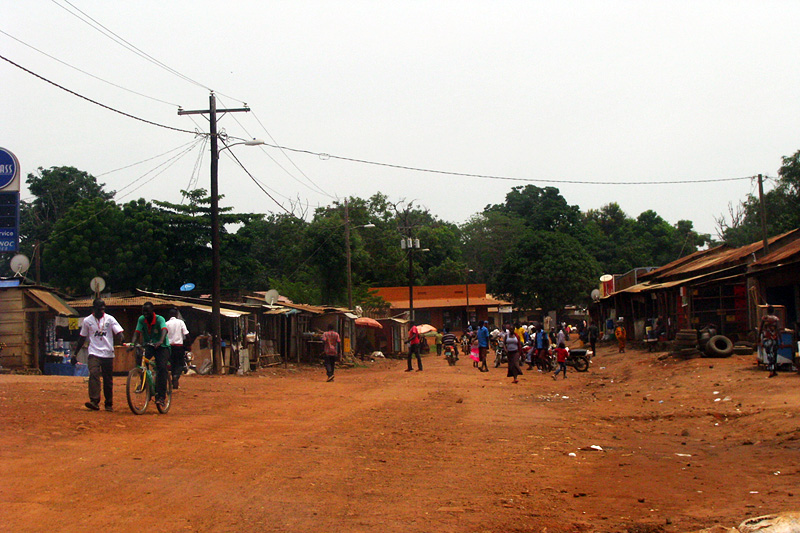
Straßenszene in Yei, Juni 2013

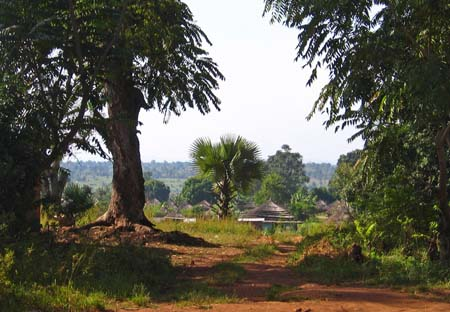
Landschaft bei Yei

Yei (auch Yey) ist eine Stadt im Süden des Bundesstaates Central Equatoria (Zentraläquatoria) im Südsudan. Nach der Hauptstadt Juba, die ebenfalls in Central Equatoria liegt, ist Yei die zweitgrößte Stadt dieses Bundesstaates und die fünftgrößte Stadt des Südsudan. Aufgrund der Grenznähe zum Nachbarland Uganda, ist Yei ein wichtiger Handels- und Verkehrsknotenpunkt für den gesamten Süden des Südsudan. Yei ist zugleich Hauptstadt des Verwaltungsbezirks Yei River County und Sitz des Commissioners.

## Lage
Yei ist die Hauptstadt von Yei River County im Bundesstaat Central Equatoria im Südwesten des Südsudan. Die Stadt liegt etwa 170 km südwestlich der Hauptstadt Juba und rund 60 km nördlich der Landesgrenzen zu Uganda und zur Demokratischen Republik Kongo. Die Koordinaten der Stadt Yei lauten 4° 6' 0,00"N, 30° 40' 12,00"E.

## Bevölkerung
Für Yei werden 132.861 Einwohner angegeben (Berechnung 2013).
Bevölkerungsentwicklung:
| Jahr              | Einwohner |
| ----------------- | --------- |
| 1973 (Zensus)     | 11.932    |
| 1983 (Zensus)     | 23.418    |
| 2008 (Zensus)     | 111.268   |
| 2013 (Berechnung) | 132.861   |

## Geschichte
Yei lag im umkämpften Gebiet des Sezessionskrieges im Südsudan und wurde am 10. März 1997 von den SPLA-Rebellen eingenommen. Nach der Übernahme diente Yei als Hauptsitz und Ausgangsbasis der SPLA-Truppen.
Wegen der Nähe zur Grenze kam es auch zu Übergriffen der ugandischen LRA auf die Zivilbevölkerung. Nachdem die SPLA in Chukudum auf Widerstand von Seiten der Didinga gestoßen war, machte sie Yei zu ihrem neuen Hauptquartier für Central Equatoria.
Am 15. September 1998 wurde ein Krankenhaus in Yei von der sudanesischen Luftwaffe bombardiert. Am 22. November 2000 wurde der Marktplatz von Yei von der sudanesischen Luftwaffe bombardiert, wobei 14 Menschen ums Leben kamen.

## Wirtschaft
Infolge des Sezessionskrieges waren Infrastruktur, Handel und Gewerbe lange Zeit schwach entwickelt. Nach dem 2005 geschlossenen Friedensabkommen zwischen der Regierung in Khartum und der SPLA gab es erste Anzeichen eines kleinen wirtschaftlichen Aufschwungs.
Yei liegt in einer ganzjährig regenreichen Region. Die gute Wasserversorgung erlaubt eine intensive landwirtschaftliche Nutzung der Gegend. Auf den fruchtbaren Anbauflächen rund um Yei werden beispielsweise Kaffee, Kassava, Mais und Zuckerrohr kultiviert. Der Aufbau landwirtschaftlicher Infrastruktur wird gezielt gefördert.
In Yei finden sich Filialen dreier internationaler Geschäftsbanken: Equity Bank (South Sudan), Ivory Bank und Kenya Commercial Bank (South Sudan).

## Verkehrsanbindung
Im Laufe des langjährigen Unabhängigkeitskrieges wurde die Infrastruktur von Yei stark beschädigt. Seit der Unterzeichnung des Waffenstillstandabkommens im Jahr 2005 und der vollständigen staatlichen Unabhängigkeit des Südsudan im Juli 2011 wird das Verkehrwegenetz intensiv in Stand gesetzt.
So wurde 2003 die Straße zwischen Yei und Kaya an der Grenze zu Uganda, finanziert durch HABITAT und das Welternährungsprogramm der Vereinten Nationen, erneuert. Damit wurde die Reisezeit nach Kaya von fünf Stunden auf eine Stunde verkürzt. Die US-amerikanische Entwicklungsbehörde USAID sorgte für die Wiederherstellung von Stromnetz und Straßenbeleuchtung in Yei.
Heute ist Yei der zentrale Verkehrsknotenpunkt im Südwesten des Landes. Die Stadt verfügt zudem über einen Flugplatz etwa 6 km nordöstlich des Zentrums. Dieser wird dreimal wöchentlich von einer kommerziellen Fluggesellschaft aus Uganda, sowie von der Mission Aviation Fellowship (MAF) angeflogen.

## Bildung und soziale Einrichtungen
Derzeit existieren in Yei mehr als 60 Grund- und weiterführende Schulen. Die meisten davon werden von südsudanesischen Kirchen oder Missionswerken betrieben. Yei beherbergt zudem die Yei Agricultural and Mechanical University.